# Вендиш-Варен
Вендиш-Варен (нем. Wendisch Waren) — община в Германии, в земле Мекленбург-Передняя Померания.
Входит в состав района Пархим. Подчиняется управлению Гольдберг-Мильдениц.  Население составляет 374 человека (на 31 декабря 2010 года). Занимает площадь 14,03 км².
Община подразделяется на 5 сельских округов.